# Samuel Loew Hommel
Samuel Loew Hommel (* 1839 in Gersfeld, heute Hessen; gest. 1912 in Nürnberg) war ein deutscher Religions- und Elementarlehrer jüdischen Glaubens.
Hommel war eines von mehreren Kindern des jüdischen Ehepaares Jacob und Regina Hommel, die laut Matrikelliste Vieh- und Gewürzhändler waren. 1859 schloss er die Ausbildung zum Religions- und Elementarlehrer ab. Danach war er an mehreren Orten Hilfslehrer. 1864 wurde er Lehrer in Thalmässing. Im Rechnungsjahr 1864/1865 zahlte er das Bürgeraufnahmebuch.
Er heiratete Klara Dachauer, Tochter einer Brödlingsfamilie der israelitischen Kultusgemeinde in Thalmässing und die beiden waren von 1864 bis 1907 im ehemaligen Kantorenhaus, dem damaligen israelitischen Schulhaus, neben der St. Marienkirche wohnhaft. Sie hatten acht gemeinsame Kinder, die alle in Thalmässing geboren wurden.
- Jette (1866–1942), lebte in Merseburg, in Theresienstadt ermordet
- Max (1867–1942), lebte in Stuttgart, Arzt, wurde vom NS-Staat deportiert
- Oskar (1868–?), lebte in Nürnberg
- Kathi (1869–1942), lebte in Frankfurt am Main, in Auschwitz ermordet
- Simon (1871–1901), lebte in Tahlmässing, Kaufmann
- die Zwillinge Salomon (1877–1877), starb nach 10 Tagen
- Recha (1877–?), lebt in Bad Mergentheim, nach Theresienstadt deportiert und ermordet
- Justus (1878–1941), lebte in Nürnberg, in Riga-Jungfernhof ermordet

Fünf der acht Kinder wurden vom NS-Regime ermordet.
1867 erhielt er wie alle bayerischen Juden die rechtliche Gleichstellung mit allen anderen Bürgern des Landes. 1871 erhielt er auch die deutsche Staatsbürgerschaft. 1906 wurde er zum Volksschuloberlehrer befördert. 1907 wurde ihm mit 68 Jahren der Ruhestand bewilligt. Seine Heimatgemeinde Thalmässing verlieh ihm die Ehrenbürgerwürde. Da er seine Dienstwohnung verlassen musste, zog er nach Nürnberg. Auch der evangelische Dekan Gruber, als königlich bayerischer Lokalschulinspektor Hommels Vorgesetzter, fand lobende Worte. Der Israelitische Kultusvorsteher Salomon Neuburger überreichte als Zeichen der Wertschätzung eine goldene Uhr. Nach seinem Tod erhielt er postum von Prinzregent Luitpold von Bayern das Luitpoldkreuz verliehen.

## Quelle
- Irmgard Prommersberger: Goldene Uhr für den jüdischen Ehrenbürger. Donaukurier, Ingolstadt 3. Januar 2022, S. 19.

| Personendaten    | Personendaten                                               |
| ---------------- | ----------------------------------------------------------- |
| NAME             | Hommel, Samuel Loew                                         |
| KURZBESCHREIBUNG | deutscher Religions- und Elementarlehrer jüdischen Glaubens |
| GEBURTSDATUM     | 1839                                                        |
| GEBURTSORT       | Gersfeld, heute Hessen                                      |
| STERBEDATUM      | 1912                                                        |
| STERBEORT        | Nürnberg                                                    |